# Pretoria
Pretoria a Dél-afrikai Köztársaság közigazgatási fővárosa, 2005-től egy helyi afrikai törzs nyelve nyomán a Tshwane elnevezést kapta. Gauteng tartomány északi részén fekszik, 1200–1500 m tengerszint feletti magasságban az ún. Magasföldön. A várost Andries Pretorius  alapította 1855-ben.

## Földrajz
Pretoria a Dél-afrikai Köztársaság északkeleti részén, Johannesburgtól körülbelül 55 km-re északra fekszik, mintegy 1350 méteres tengerszint feletti magasságban.

### Éghajlat
A város mérsékelten száraz szubtrópusi éghajlattal rendelkezik, melyet hosszú, forró, csapadékos nyár és a rövid, hűvös, száraz tél jellemez. Az éves átlaghőmérséklet 18,6 °C. Eső elsősorban a nyári hónapokban jellemző, a téli hónapokban szárazság és fagy fordul inkább elő. A hóesés rendkívül ritka.
| Hónap                         | Jan. | Feb. | Már. | Ápr. | Máj. | Jún. | Júl. | Aug. | Szep. | Okt. | Nov. | Dec. | Év   |
| ----------------------------- | ---- | ---- | ---- | ---- | ---- | ---- | ---- | ---- | ----- | ---- | ---- | ---- | ---- |
| Rekord max. hőmérséklet (°C)  | 42,0 | 37,0 | 35,0 | 33,0 | 29,0 | 25,0 | 26,0 | 31,0 | 37,0  | 36,0 | 39,0 | 37,0 | 42,0 |
| Átlagos max. hőmérséklet (°C) | 29,0 | 28,0 | 27,0 | 24,0 | 22,0 | 19,0 | 20,0 | 22,0 | 26,0  | 27,0 | 27,0 | 28,0 | 24,9 |
| Átlaghőmérséklet (°C)         | 23,5 | 22,5 | 21,5 | 18,0 | 15,0 | 12,0 | 12,5 | 15,0 | 19,0  | 20,5 | 21,5 | 22,5 | 18,6 |
| Átlagos min. hőmérséklet (°C) | 18,0 | 17,0 | 16,0 | 12,0 | 8,0  | 5,0  | 5,0  | 8,0  | 12,0  | 14,0 | 16,0 | 17,0 | 12,3 |
| Rekord min. hőmérséklet (°C)  | 8,0  | 11,0 | 6,0  | 3,0  | −1,0 | −6,0 | −4,0 | −1,0 | 2,0   | 4,0  | 7,0  | 7,0  | −6,0 |
| Átl. csapadékmennyiség (mm)   | 154  | 75   | 82   | 51   | 13   | 7    | 3    | 6    | 22    | 71   | 98   | 120  | 702  |
| Havi napsütéses órák száma    | 261  | 235  | 254  | 246  | 283  | 271  | 289  | 296  | 284   | 275  | 254  | 272  | 3220 |
| Forrás: The Weather Network   |      |      |      |      |      |      |      |      |       |      |      |      |      |

## Demográfia

Pretoria népességének eloszlása népsűrűség szerint.

Pretoria lakossága az utóbbi száz évben folyamatosan növekedett. Rövid idő alatt 500 000 főről megközelítőleg hárommillió főre nőtt a lakosok száma. A legtöbbet beszélt nyelvek az angol, az afrikaans, a tswana, a tsonga és a zulu. Pretoriában található a búrok leszármazottjainak egyik legnépesebb csoportja, amelynek száma legalább négyszázezer fő.
Bőrszín szerinti megoszlás (2001)
- Fehér: 67,7%
- Fekete: 24,5%
- Indiai/ázsiai: 1,6%
- Keverék: 6,2%

Nyelv szerinti megoszlás (2001)
- Afrikaans: 61,2%
- Angol: 15%
- Sotho: 5,5%
- Tswana: 4,3%
- Egyéb: 14%

## Közélet és kultúra

### Múzeumok
- African Window
- Szabadság kert
- Kruger-ház
- Mapungubwe Múzeum
- Melrose-ház
- Transvaal Múzeum (Ou Raadsaal)
- Pretoria erődítményei
- Anton van Wouw Múzeum
- Voortrekker-emlékmű

### Sport
A városban a legnagyobb népszerűségnek örvendő sport a rögbi. A város híres csapata a Blue Bulls (Kék Bikák) akik otthonául a Loftus Versfeld Stadion szolgál. A stadionban egyébként számos nagyobb rangú nemzetközi sportversenyt rendeztek, illetve rendeznek napjainkban is. 1995-ben például otthont adott egy rögbi világkupának, míg 2010-ben a labdarúgó-világbajnokság több meccsét is itt tartották.
A városnak három meghatározó futballcsapata van: a Mamelodi Sundowns, a Supersport United és a Tusks FC (az egyetem futballcsapata).
Emellett nagy népszerűségnek örvend a krikett is. Bár a városnak nincs nemzetközi krikettpályája, a közelben fekvő Supersport Park már alkalmas nemzetközi tornák megrendezésére is (2003-ban világkupát is rendeztek). A város leghíresebb krikettcsapata a Titans, amely a nemzet krikett-válogatott utánpótlásának egyik fő bázisa.

## Bűnözés
A világ egyik legveszélyesebb nagyvárosa.
Különösen a város szegényebb külvárosában gyakoriak az erőszakos és vagyon elleni bűncselekmények.

## Oktatás
| Név                            | Alapítás         | Egyetemi státusz  | Hallgatók száma | Becenév      |
| ------------------------------ | ---------------- | ----------------- | --------------- | ------------ |
| Dél-afrikai Egyetem            | 1873             | –                 | 300 000         | Unisa        |
| Pretoriai Egyetem              | 1918. március 4. | 1930. október 10. | –               | Tuks/Tukkies |
| Pretoriai Technológiai Egyetem | 2003             | 2003              | 60 000          | TUT          |

## Testvérvárosok
- Johannesburg, Dél-afrikai Köztársaság